# Paulette Guinchard-Kunstler
Pour les articles homonymes, voir Guinchard.
Paulette Guinchard, née le 3 octobre 1949 à Reugney (Doubs) et morte le 4 mars 2021 à Berne (Suisse), est une femme politique française.
Elle a été députée PS de la deuxième circonscription du Doubs, secrétaire d'État aux personnes âgées du gouvernement Lionel Jospin et vice-présidente de l’Assemblée nationale, et membre du conseil municipal de Besançon.

## Biographie

### Origines et travail
Paulette Guinchard naît le 3 octobre à 1949 dans une famille d'agriculteurs établie à Reugney, près d'Ornans, environ 40 km au sud de Besançon.  
Elle étudie l'économie, s’engage au sein de la Jeunesse agricole catholique
Employée comme vendeuse dans une librairie bisontine, elle devient membre de la CFDT et s'engage pour l'amélioration des conditions de travail et de la rémunération des employés. 
Plus tard, elle se reconvertit dans le métier d’infirmière en psychiatrie en établissement spécialisé auprès d’enfants autistes puis responsable de formation pour les soins aux personnes âgées.

### Maladie et décès
Atteinte d'une maladie neurodégénérative irréversible, elle se rend à Berne en Suisse afin de bénéficier du suicide assisté. Elle revendique à ce moment le caractère militant de son geste, demandant à son amie de longue date Marie-Guite Dufay, présidente de la région Bourgogne-Franche-Comté, d’expliquer son geste après sa mort, et elle meurt finalement le 4 mars 2021, entourée de ses proches.

## Carrière politique

### Premiers engagements politiques
En 1969, elle rejoint le Parti socialiste unifié de Michel Rocard puis le Parti socialiste de François Mitterrand en 1986, auquel beaucoup de ses proches se sont déjà ralliés.

### Députée et secrétaire d’État
En 1983, Robert Schwint, maire de Besançon depuis 1977, lui confie le poste d’adjointe à l’environnement. Elle l'occupe jusqu’en 1989, année lors de laquelle elle repasse dans l'opposition et devient conseillère régionale. 
Lors des élections législatives, le 1er juin 1997, elle est élue députée de la 2e circonscription du Doubs, toujours sous l'étiquette PS. 
En 1999, le gouvernement Lionel Jospin la charge du rapport « Vieillir en France : enjeux et besoins d’une nouvelle orientation politique en direction des personnes âgées en perte d’autonomie ».
En 2001, elle est nommée secrétaire d'État aux Personnes âgées auprès d'Élisabeth Guigou, ministre de l'Emploi et de la Solidarité. Dans ce cadre, elle est l'une des personnalités à l'origine du texte de la loi APA. 
En 2002, elle est réélue à son poste de députée et élue vice-présidente de l’Assemblée nationale, charge qu’elle partage en alternance avec Hélène Mignon députée de la Haute-Garonne.
Le 8 mars 2005, pour la Journée internationale de la femme, à titre exceptionnel, elle préside l'Assemblée nationale pendant les soixante minutes de la séance des questions parlementaires au gouvernement, retransmises à la télévision.

### 2007-2021
Paulette Guinchard participe aux travaux du club Réformer, groupe de réflexion politique animé par Martine Aubry.
Elle prend la décision en décembre 2006 de ne pas être candidate pour les élections législatives de 2007.
Début 2013, elle est nommée à la tête de la Fondation de gérontologie.
Avec le sociologue Serge Guérin, Paulette Guinchard lance l'Appel pour l'équité en faveur des aidants. L'objectif est de valoriser le rôle et l'engagement des 10 millions d'aidants et la nécessité de les soutenir concrètement. Cet appel insiste sur la nécessité d'ouvrir à ces derniers des droits spécifiques en matière de prévention relatives à la santé et de maintien de droits sociaux.
Lors des élections municipales de 2020, elle soutient Éric Alauzet.

## Hommage
Le 4 mars 2023, la cour d'honneur de l'ancien hôpital Saint-Jacques à Besançon est nommée « cour d'honneur Paulette-Guinchard ».

## Synthèse des fonctions et mandats

### Au niveau local
- 14 mars 1983 - 9 juin 1997 : adjointe au maire de Besançon (Doubs)
- 19 juin 1995 - 18 mars 2001 : membre du conseil municipal de Besançon
- Mandat au 16 juin 2002 : membre du conseil municipal de Besançon, Doubs
- Membre de Grand Besançon Métropole de 2002 à sa mort le 4 mars 2021.

### Au niveau régional
- 23 mars 1992 - 21 juin 1997 : membre du conseil régional de Franche-Comté

### À l’Assemblée nationale
- 1er juin 1997 - 27 avril 2001 : députée de la deuxième circonscription du Doubs
- 19 juin 2002 - 19 juin 2007 : députée de la deuxième circonscription du Doubs
- 26 juin 2002 – 30 septembre 2003 : Vice-présidente de l'Assemblée nationale
- 1er octobre 2004 – 31 décembre 2005 : Vice-présidente de l'Assemblée nationale

### Au gouvernement
- 28 mars 2001 - 6 mai 2002 : secrétaire d'État auprès d'Élisabeth Guigou, ministre de l'Emploi et de la Solidarité, chargée des Personnes âgées, dans le gouvernement Lionel Jospin

## Décoration
- Officière de la Légion d'honneur le 14 avril 2017[8].